# Air Moldova
«Air Moldova» — колишня

 державна авіакомпанія в Молдові, зі штаб-квартирою в Кишиневі. Здійснює регулярні перевезення в межах Європи, Африки та Азії. Основний аеропорт авіакомпанії — «Міжнародний аеропорт Кишинів». Здійснює перевезення пасажирів, вантажів та пошти. «Air Moldova» була заснована 12 січня 1993 указом Президента Республіки Молдова і є одним з найвідоміших молдавських брендів.
Призупинила всі польоти 3 травня 2023 року

## Історія
На початку 1990-х авіаційна галузь Молдови була реорганізована. Раніше єдина структура була розбита на ряд підприємств, одним з яких стала авіакомпанія «Air Moldova». Сюди увійшли льотні і обслуговуючі підрозділи. Початок 1990-х стало серйозним випробуванням для цивільної авіації Молдови. У той час фактично працювали тільки дві авіалінії — в Москву і Тель-Авів. Проте, авіакомпанії вдалося вистояти.
У 2001 році компанія взяла в оренду сучасні повітряні судна типу Embraer 120 і Embraer 145.
У 2003 авіакомпанія змінила імідж — новий логотип, зовнішня розфарбування літаків. У співпраці з «Міжнародним аеропортом Кишинів» був створений ряд дочірніх компаній — «Sky Alliance» (агентство з продажу квитків), «Aeroport-Catering» (виробництво і постачання бортового харчування), «Aeroport-Handling» (реєстрація пасажирів, вантажів, їх доставка на борт ПС і поточне обслуговування повітряних суден), «Aeroport-Petrol» (заправка ПС паливом).
Із серпня 2004 року ПС авіакомпанії почали літати в Мадрид. Значною подією стало поповнення флоту двома сучасними ПС типу Airbus А320 (перший з них закуплено у вересні 2003 року, другий — у лютому 2004 року).

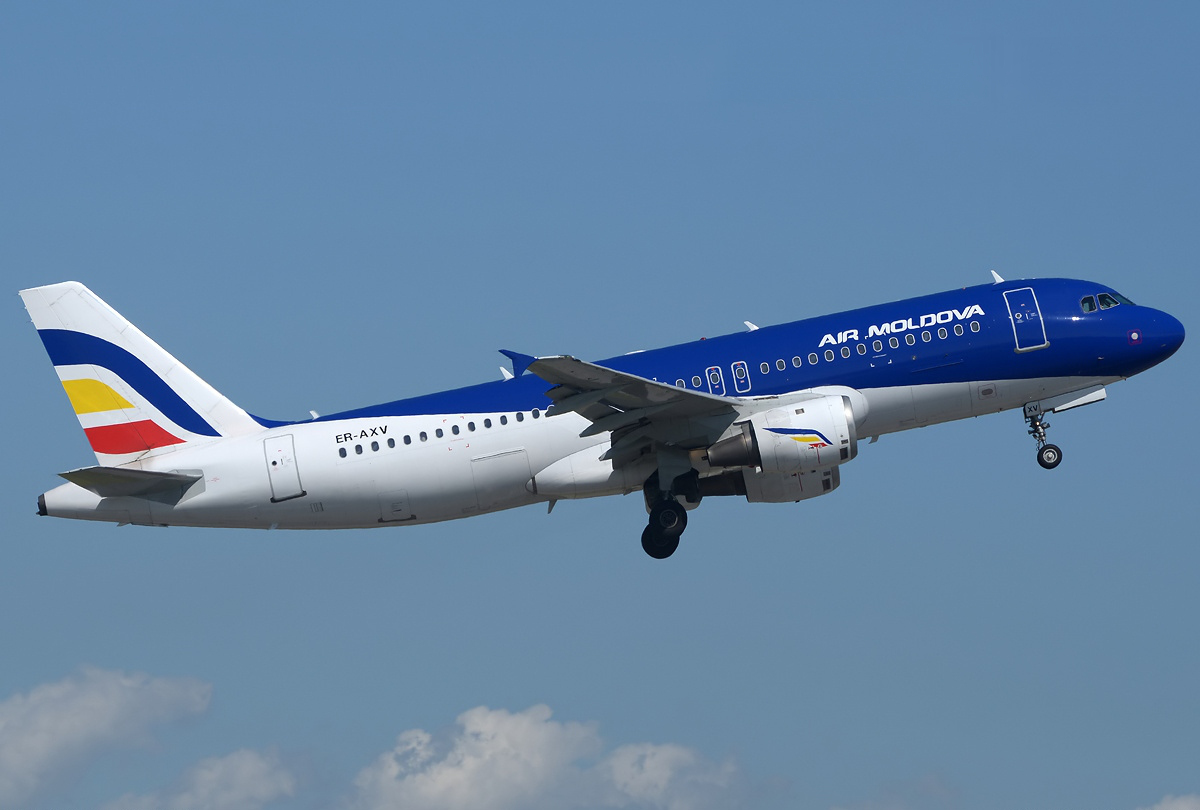
Airbus A320

13 липня 2004 року авіакомпанія стала членом IATA. З 15 грудня 2004 року в авіакомпанії почала діяти програма заохочення часто літаючих пасажирів під назвою Air Moldova Club.
10 травня 2010 року флот авіакомпанії поповнився новим сучасним літаком типу Embraer 190Jet, який був доставлений з заводу-виробника Embraer. Під час інавгураційної церемонії авіалайнер був названий ім'ям «Ștefan cel Mare». Такий тип літака має 114 місць.

## Флот
«Air Moldova» володіє наступним парком із 6 повітряних суден:

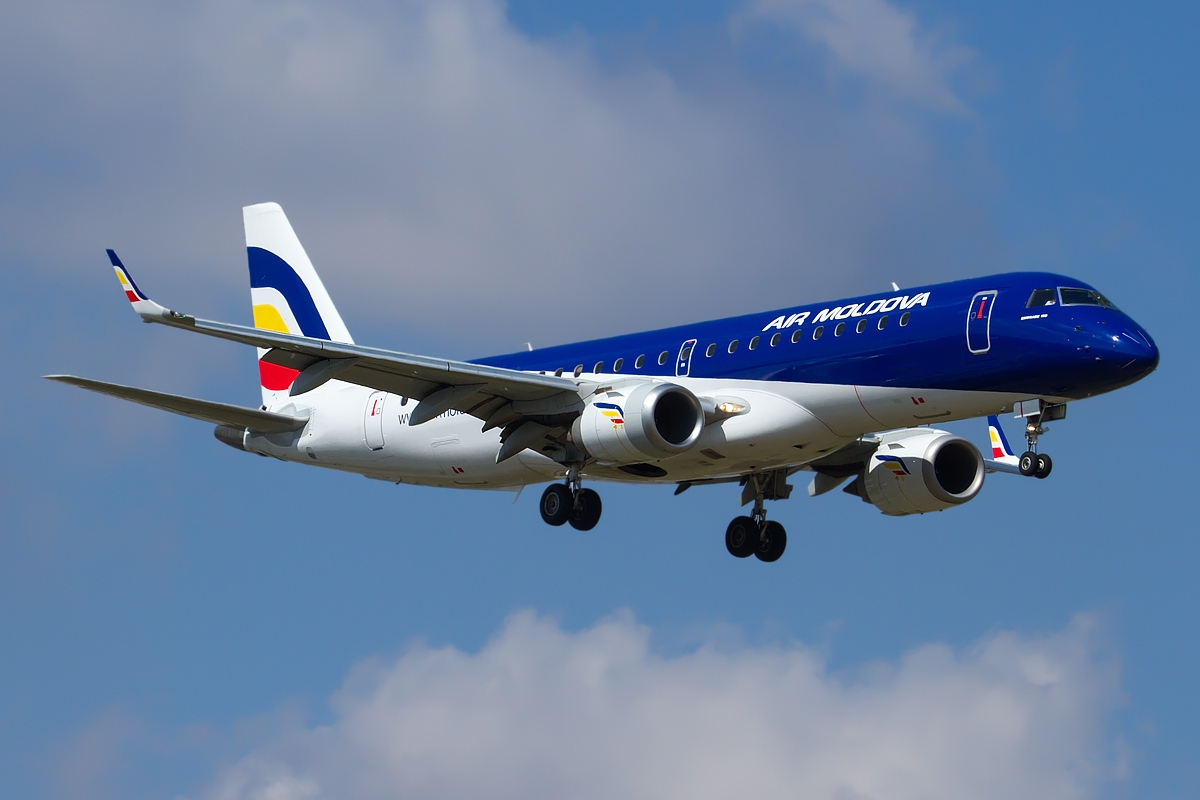
Embraer 190

- 1 Airbus A321-100
- 2 Airbus A320-200
- 1 Airbus A319-100
- 2 Embraer 190

## Співпраця
Компанія співпрацює із 80 зарубіжними компаніями, серед яких такі гіганти як «Lufthansa», «Delta Airlines», «United Airlines», «Аерофлот», «Alitalia» «El Al Israel Airlines», «TAP Portugal» та інші.

## Основні авіанапрямки «Air Moldova»
| №  | Країна/Місто                 | Аеропорт                                  |
| -- | ---------------------------- | ----------------------------------------- |
| 1  | Австрія/Відень               | Віденський аеропорт                       |
| 3  | Болгарія/Варна               | Аеропорт Варна                            |
| 4  | Кіпр/Ларнака                 | Аеропорт Ларнака                          |
| 5  | Франція/Париж                | Міжнародний аеропорт імені Шарля де Голля |
| 6  | Німеччина/Франкфурт-на-Майні | Аеропорт Франкфурт-на-Майні               |
| 7  | Греція/Афіни                 | Аеропорт Єлефтеріос Венізелос             |
| 8  | Греція/Іракліон              | Міжнародний Аеропорт Нікос Казандзакіс    |
| 9  | Греція/Салоніки              | Міжнародний Аеропорт Македонія            |
| 10 | Італія/Мілан                 | Аеропорт Мальпенса                        |
| 12 | Італія/Рим                   | Аеропорт Фьюмічіно                        |
| 14 | Молдова/Кишинів              | Аеропорт Кишинів                          |
| 15 | Португалія/Лісабон           | Аеропорт Portela                          |
| 16 | Румунія/Бухарест             | Аеропорт Генрі Коанда                     |
| 18 | Росія/Москва                 | Аеропорт Домодєдово                       |
| 19 | Росія/Санкт-Петербург        | Пулково (аеропорт)                        |
| 20 | Росія/Сочі                   | Аеропорт Сочі                             |
| 21 | Росія/Сургут                 | Сургут (аеропорт)                         |
| 22 | Іспанія/Мадрид               | Аеропорт Барахас                          |
| 23 | Туреччина/Стамбул            | Стамбул-Аттатюрк (аеропорт)               |
| 24 | Туреччина/Стамбул            | Аеропорт Сабіха Гекчен                    |
| 25 | Туреччина/Анталія            | Аеропорт Анталія                          |
| 26 | Україна/Київ                 | Міжнародний Аеропорт Бориспіль            |
| 27 | Велика Британія/Лондон       | Аеропорт Гатвік                           |